# Габель (податок)
Габель (фр. gabelle) — податок на сіль у деяких країнах Європи.
Термін gabelle походить від арабського «кабала» — стягнення (що, в свою чергу, пов'язане з латинським лат. gabulum (податок)).
Першим габель запровадив Карл Анжуйський — в своїх провансальських та італійських володіннях. Проте на Сицилії політика Карла зрештою призвела до повстання проти володаря і податок збирати припинили.
У Франції вперше був введений як тимчасовий військовий збір в 1286 році за правління Філіпа IV, він став постійним податком в епоху Карла V. З часом габель став одним з найбільш ненависних і нерівних податків у країні. Але попри велику кількість прихильників реформи, податок не був відмінений до 1790 року